# Johannes Hahn
Johannes Hahn (ur. 2 grudnia 1957 w Wiedniu) – austriacki polityk, samorządowiec, minister bez teki (2007), minister nauki i badań (2007–2010), od 2010 do 2024 komisarz europejski.

## Życiorys
Studiował prawo na Uniwersytecie Wiedeńskim, magisterium uzyskał z dziedziny filozofii na podstawie dysertacji Perspektiven der Philosophie heute – dargestellt am Phänomen Stadt. Pracował w organizacjach gospodarczych i na kierowniczych stanowiskach w przedsiębiorstwach.
Od końca lat 70. zaangażowany w działalność polityczną w organizacji młodzieżowej ÖVP Junge Volkspartei (JVP), pełnił obowiązki prezesa jej oddziału wiedeńskiego (1980–1985), następnie pracował w sekretariacie ÖVP. Sprawował mandat radnego gminy Wiedeń i sejmiku regionalnego (landtagu) z ramienia ludowców (1996–2007), a w latach 2003–2007 był radnym rady miejskiej Wiednia. Od 2004 pełnił obowiązki prezesa wiedeńskiego oddziału ÖVP, był głównym kandydatem ugrupowania w wyborach komunalnych w Wiedniu w 2005.
W styczniu 2007 został ministrem bez teki w rządzie federalnym. W marcu 2007 objął funkcję ministra nauki i badań w koalicyjnym rządzie chadeków i socjalistów, którą sprawował do stycznia 2010 w rządach Alfreda Gusenbauera (2007–2008) i Wernera Faymanna (2008–2010). W 2010 objął stanowisko komisarza ds. polityki regionalnej w drugiej komisji José Barroso. W 2014 pozostał w nowej Komisji Europejskiej, na czele której stanął Jean-Claude Juncker. W jej ramach powierzono mu funkcję komisarza ds. Europejskiej Polityki Sąsiedztwa i negocjacji akcesyjnych. W 2019 dołączył do kolejnej Komisji Europejskiej kierowanej przez Ursulę von der Leyen, został w niej komisarzem ds. budżetu i administracji. Funkcję tę sprawował do końca tej kadencji KE w 2024.